# Ryssön, Hangö
Ryssön är en ö i Finland. Den ligger i Finska viken, Skärgårdshavet eller Norra Östersjön och i kommunen Hangö i den ekonomiska regionen  Raseborg i landskapet Nyland, i den sydvästra delen av landet. Ön ligger omkring 120 kilometer väster om Helsingfors.
Öns area är 14,2 hektar och dess största längd är 0,6 kilometer i sydväst-nordöstlig riktning. Ön höjer sig omkring 25 meter över havsytan.